# Mala Karašica
Mala Karašica (u mađarskom jeziku Szívó-árok) je kanalizirana rijeka u Mađarskoj i sjevernoistočnoj Hrvatskoj (Baranji). Izvire u blizini Viljana. Duga je 26,3 km, od toga 14,4 km u Hrvatskoj i 11,9 km u Mađarskoj. U Branjinu Vrhu se ulijeva u Crni kanal, koji rijeku povezuje s Karašicom.
U Mađarskoj, Mala Karašica prolazi kroz naselja Viljan (Villány), Madžarboja (Magyarbóly), Lapandža (Lapáncsa) i Iločac (Illocska). U Hrvatskoj rijeka protječe kroz naselja Luč, Petlovac, Širine, Šumarina, Šećerana i Branjin Vrh. Mala Karašica također protječe sjeverno od Belog Manastira.